# West Wyalong
West Wyalong – miasto w Australii, w stanie Nowa Południowa Walia.